# Rosa Quarzit

Rosa Quarzit, poliert, Muster: ca. 23 × 15 cm

Rosa Quarzit, auch Flamenco oder Lencois-Quarzit, ist der Handelsname eines feinkörnigen Quarzits aus Brasilien, der im Bundesstaat Bahia bei Lencois gebrochen wird.

## Entstehung und Zusammensetzung
Rosa Quarzit ist wie alle Quarzite ein umgewandelter quarzreicher Naturstein. Hitze und Druck wandelten diesen zu einem Metamorphit um, er wurde so zu einem neuen Gestein mit völlig veränderten technischen Eigenschaften. Rosa Quarzit besteht aus bis zu 99 Prozent Quarz. Die rote bis gelbe Färbung resultiert entweder aus den Eisenmineralen Hämatit (rot, rötlich) oder Limonit (gelb, bräunlich). Je nach Vorkommen und Verteilung der Minerale sind einzelnen Lagen unterschiedlich gefärbt.

## Technische Eigenschaften und Verwendung
Rosa Quarzit als Naturstein weist eine hohe Resistenz gegen Kratzer auf, selbst Chirurgenstahl hinterlässt keine Spuren. Die Hauptanwendung ist der dekorative Innenausbau, wie z. B. Tischplatten. Als Nachteil hat sich die relativ ungünstige Porenradienverteilung erwiesen. Dadurch können farbverändernde Substanzen sehr leicht in den Stein einziehen. Besonders bei einer Verlegung von Stufen und Bodenplatten mit Zementmörtel kommt ein weiterer Effekt zustande: je nach Alkalität des Mörtelwassers kann durch die chemische Reaktion mit den farbgebenden Stoffen eine irreversible Verfärbung entstehen. Der dabei entstehende „Bilderrahmen-Effekt“ kommt durch einziehendes Mörtelwasser zum Beispiel aus und über das Fugmaterial in die Randzonen der einzelnen Platten zu Stande. Aus diesem Grund sollte ein stark gepuffertes System verwendet werden, denn auch bei Verwendung von Reaktionsharzmörteln, Mörtel auf Kunststoffbasis, kann ein derartiges Bild entstehen. Diese Schadensfälle haben dazu geführt, dass kaum noch ein Steinmetz dieses Gestein für Böden oder Treppen verwendet. 
Auch bei Einsatz dieses Quarzits als Küchenarbeitsplatte ist die Verwendung von sogenannten Imprägniermitteln auf Silan-Siloxan-Basis nicht zufriedenstellend. 
Diese Tatsachen lassen erkennen, dass Abriebhärte nicht mit Gebrauchstauglichkeit zu verwechseln ist.

## Optische Varianten
Dieser Quarzit kommt mit unterschiedlichem Dekor in den Handel. Wird er gegen das Lager gegattert – also senkrecht oder schräg zur Schichtung –, zeigt er ein streifiges Dekor; mit dem Lager, also schichtparallel geschnitten, hat er ein wolkiges Aussehen. Durch Änderungen in der Verteilung der farbgebenden Minerale zeigt der Rosa Quarzit oft eine schwache, breite Äderung.